# Wola Rożniatowska
Wola Rożniatowska – wieś w Polsce położona w województwie łódzkim, w powiecie bełchatowskim, w gminie Drużbice.
W latach 1975–1998 miejscowość administracyjnie należała do województwa piotrkowskiego.
10 sierpnia 1941 Niemcy wysiedlili wieś. Z liczby 28 gospodarzy wysiedlono 27. W czasie wysiedlania poniosło śmierć kilku mieszkańców.